# Jerry Underwood
Jerry Underwood (* 14. August 1956 in Leicester; † 3. August 2002 in Chambery) war ein britischer Tenor- und Sopransaxophonist des Modern Jazz.
Underwood lernte in der Schule Klarinette. Er sang im Chor von St John’s in Cambridge, bevor er Kunst in Bristol studierte. Dort wendete er sich, unterstützt durch Paul Dunmall, dem Saxophon zu. Er spielte zunächst in Bristol in der Jazzrock-Gruppe Tao, dann (gemeinsam mit Andy Sheppard) bei Klaunstance, bevor er gemeinsam mit Geoff Williams das Quartett Bullet gründete und ab 1989 mit Tim Richards in Spirit Level spielte, mit denen er drei Alben einspielte und an mehreren Europatourneen beteiligt war. Daneben trat er mit Tony Levin 1987 auf dem Jazzfestival Viersen auf (Live in Viersen). In den frühen 1990er Jahren zog er nach London, wo er mit Mervyn Africa, Gail Thompsons Bigband Jazz Africa und Elton Dean (The Vortex Tapes) arbeitete. 1993 und 1994 gehörte er zu Sheppards Bigband Big Co-Motion. Neben Dick Heckstall-Smith spielte er 1995 bei den Bop Brothers. 1997 tourte er mit Carla Bleys Bigband (und war auch zuvor an deren Einspielung …Goes to Church beteiligt). Im Folgejahr wurde er Mitglied von  Jacqui McShees Pentangle; daneben arbeitete er mehrere Jahre mit John Martyn. Ende der 1990er Jahre zog er nach Frankreich, wo er rasch Anschluss an die französische Szene fand; auch trat er nun mit dem Dave Gordon Quartet auf. Seit Ende 2000 lebte er mit einem nicht-operierbaren Gehirntumor.